# هنري باتيستا
هنري باتيستا (بالإنجليزية: Henry Batista)‏ هو مونتير أمريكي، ولد في 3 فبراير 1914، وتوفي في 15 أغسطس 2002.

## وصلات خارجية
- هنري باتيستا على موقع IMDb (الإنجليزية)
- هنري باتيستا على موقع ألو سيني (الفرنسية)
- هنري باتيستا على موقع أول موفي (الإنجليزية)
- هنري باتيستا على موقع قاعدة بيانات الأفلام السويدية (السويدية)
- هنري باتيستا على موقع قاعدة بيانات الفيلم (الإنجليزية)
- هنري باتيستا على موقع كينوبويسك (الروسية)